# 张集镇 (钟祥市)
张集镇，是中华人民共和国湖北省荆门市钟祥市下辖的一个乡镇级行政单位。

## 行政区划
张集镇下辖以下地区：
张集社区、罗家庄村、云岭寨村、天星畈村、薛店村、杨畈村、建国村、响水潭村、包家畈村、宗家湾村、牌坊村、长河村、王家河村、张家畈村、泉水河村、黑王寨村、沙河村、刘家畈村、蔡家岭村、双庙畈村、万金淌村、徐家湾村、斋公岭村、张林冲村、月亮门村、黄祠村、卓家河村、竹林岗村和陈家湾村。